# Halstö, Raseborg
Halstö är en ö i Finland.   Den ligger i den ekonomiska regionen Raseborg och landskapet Nyland, i den södra delen av landet, 80 km väster om huvudstaden Helsingfors.